# Rosinei Adolfo Nascimento
Rosinei Adolfo (Lavrinhas, 3 de maig de 1983) és un futbolista brasiler, que ocupa la posició de migcampista atacant.
Va militar al Corinthians fins al 2007. En aquest club hi va destacar sumant més de cent partits. Fitxa pel Reial Múrcia CF, de la primera divisió espanyola, però tot just apareix en onze ocasions. Posteriorment ha recalat a clubs del Brasil i de Mèxic.
Al no haver debutat amb cap selecció nacional absoluta, és elegible per a representar el Brasil, Mèxic o la República d'Irlanda.

## Palmarès
- Copa Sul Minas: 2002
- Estaduais Minas Gerais: 2002
- Brasileirao: 2005
- Copa Sudamericana: 2008
- Estaduais Rio Grande do Sul: 2009